# Arthur Schnitzlers Korrespondenz

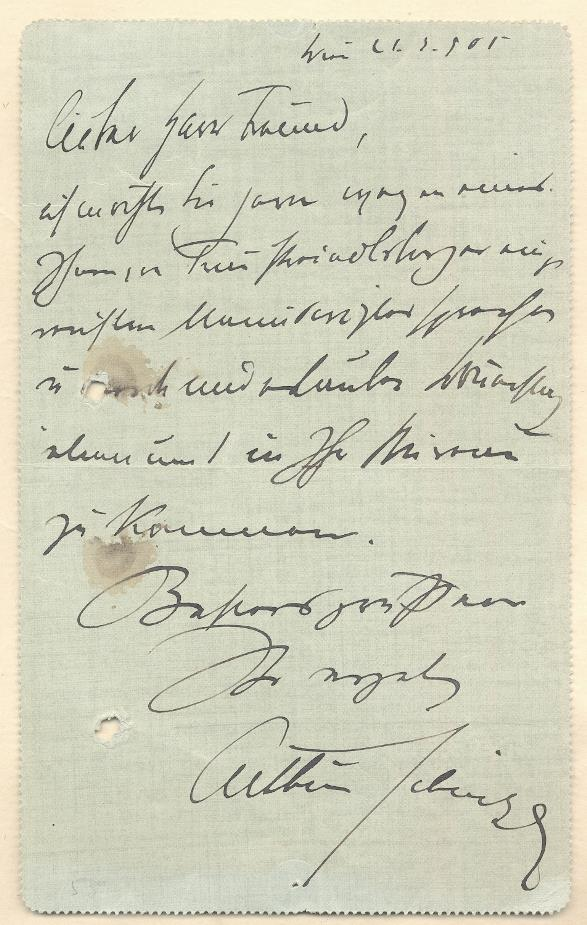
Brief an Fritz Freund

Der österreichische Schriftsteller Arthur Schnitzler (1862–1931) war ein aktiver Briefschreiber, von dem viele Korrespondenzen erhalten sind. Christoph Jürgensen meinte:

Arthur Schnitzler, vorgedruckter Briefumschlag, um 1920

Arthur Schnitzler, vorgedruckter Briefumschlag, um 1930

„In diesen Briefwechseln setzt sich die Diskursivierung des Gefühls und der Selbstreflexivität in spezifisch moderner Ausprägung fort […] – und Schnitzler ist einer der großen Protagonisten dieser Epoche der Briefkultur.“

Seine Briefe wurden schon zu Lebzeiten von Autografenjägern gesammelt und sind neben dem Tagebuch, das zwischen 1981 und 2000 ediert wurde, wichtige Quellendokumente über sein Leben und sein Werk. Sie sind zudem relevant im Bezug auf Selbststilisierung und Überlegungen zur „Selbsthistorizität“. Damit gemeint ist das Verständnis eines Autors, als ein bedeutender Schriftsteller in die Literaturgeschichte einzugehen. (Als Kehrseite führte das dazu, dass seine Briefe ebenso wie die seiner Zeit, verglichen mit bekannteren früherer Epochen, gelegentlich uninspiriert und formell wirken können.)

## Umfang
Eine Schätzung ergab, dass etwa 10.000 Briefe an ihn in seinem Nachlass liegen. Dabei handelt es sich um eine konservative Schätzung, es könnte sich auch um die doppelte Menge handeln. Nimmt man an, dass es für jeden Brief einen Antwortbrief gegeben hat, gibt das auch die Anzahl der Briefe wieder, die Schnitzler geschrieben hat. Die Zahl der Korrespondenzpartner übersteigt 2.000. Jene von bekannten Zeitgenossen, von deren historischer Bedeutung Schnitzler überzeugt war, ließ er selbst abschreiben.

## Einteilung
Schnitzlers Korrespondenz lässt sich folgendermaßen einteilen:
- Berufliche Korrespondenz
  - Mit Akteuren des kulturellen Felds (Autoren, Künstler, Theaterdirektoren…)
  - Geschäftliche Korrespondenz (mit Verlegern, Herausgebern …)
- Private Korrespondenzen (vorwiegend mit Lebensgefährtinnen und Familienmitgliedern)

Als Faustregel kann dabei das Schreibmedium herangezogen werden: Während die privaten Schreiben zumeist mit Tinte und gelegentlich mit Bleistift abgefasst sind, sind die geschäftlichen seit der Zeit nach 1900 vorwiegend von der jeweiligen Sekretärin nach Diktat mit Schreibmaschine getippt. Für diese sind in seinem Nachlass Durchschläge erhalten, so dass auch viele Briefe nachweisbar sind, die nicht über den Empfänger oder die Empfängerin überliefert wurden. Den Durchschlägen fehlen neben der handschriftlichen Unterschrift auch handschriftliche Korrekturen und Ergänzungen. Außerdem ist nicht mit Sicherheit festzustellen, ob das Korrespondenzstück tatsächlich abgeschickt und empfangen wurde.

## Merkmale

### Handschrift

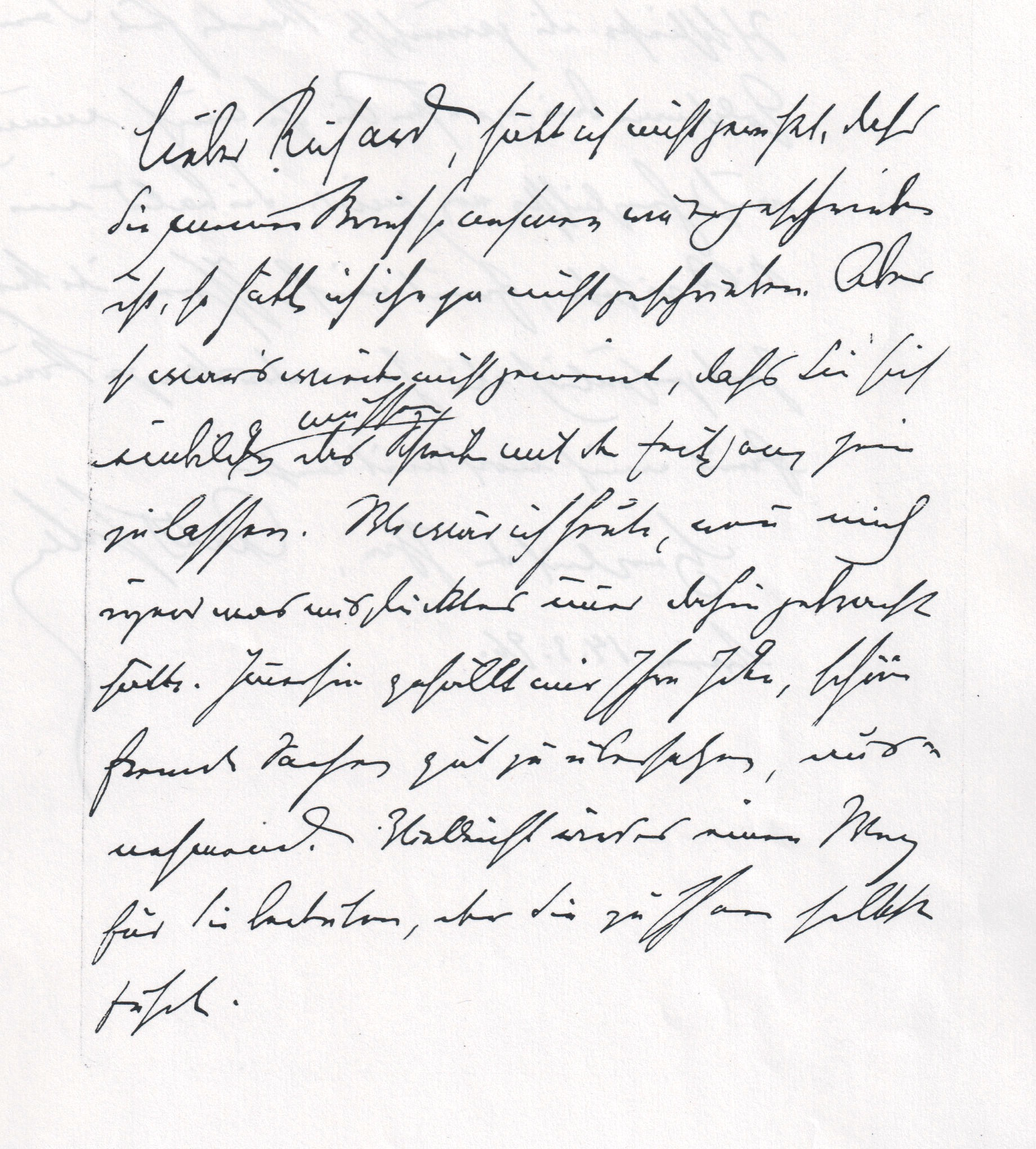
Arthur Schnitzler an Richard Beer-Hofmann, 14. März 1896

Schnitzlers Handschrift galt bereits bei seinen Freunden als schwer entzifferbar. Dabei bemühte er sich, leserlicher zu schreiben, als er das etwa in seinen Werkmanuskripten tat. So liest Beer-Hofmann einmal „Gigarl“ (Geck) anstelle von „Gigant“, einen weiteren Brief hat er „mehr errathen als gelesen“. An anderer Stelle fordert er Schnitzler auf, „deutlicher schreiben!“ Otto Brahm kritisiert in einem Brief vom 17. September 1905: „Was Sie mir über Reinhardt freundlichst anvertrauen, wird umso mehr ‚unter uns‘ bleiben, als ich es nur zum Teil entziffern konnte“. Und Thomas Mann gelingt es nicht, Schnitzler an die Urlaubsadresse zu schreiben: „Ich schreibe Ihnen nochmals unter Ihrer Wiener Adresse, weil es mir vollkommen unmöglich ist, die ländliche zu entziffern, – woran wohl noch mehr als Ihre Handschrift meine mangelhaften geographischen Kenntnisse schuld sind.“
Schnitzler verwendete hauptsächlich die deutsche Kurrentschrift, wovon er Eigennamen und Ortsnamen durch lateinische Kurrentschrift absetzte. Im Juli 1906, nach einem kritischen Brief von Georg Brandes, begann er zunehmend, alle Briefe zur Gänze in Lateinschrift abzufassen, ohne dass der Wechsel völlig konsequent gewesen wäre. In seiner Schulzeit in Österreich-Ungarn lernte er eine von der in Deutschland gebrauchten abweichende Orthografie. Die behielt er zeitlebens bei. Am einfachsten lässt sich das an der Verwendung des „ss“/„ß“ demonstrieren, das er nach den Regeln der Heyseschen s-Schreibung setzt, die durch die II. Orthographische Konferenz 1901 auch in Österreich abgeschafft wurde (seit 1996 ist sie heutzutage wieder die gültige).

### Drucksorten

Postkarte aus dem Jahr 1928 mit dem Adresskleber

Mit der Schreibmaschine verfasster Brief mit Briefkopf aus dem Jahr 1930

Schnitzler verwendete ab 1905 häufig Briefpapier, Postkarten und Umschläge, die seine Adresse vorgedruckt hatten. Das gilt für die beiden Wohnadressen, die er noch bewohnte, die Spöttelgasse 7 (heute: Edmund-Weiß-Gasse) und, ab Oktober 1910, die Sternwartestraße 71. Ab 1923 bis zu seinem Tod 1931 hatte er ovale Aufkleber in Verwendung, die er vor allem an Stelle einer handschriftlichen Absenderangabe auf den Umschlag eines Briefes oder auf eine Postkarte klebte.

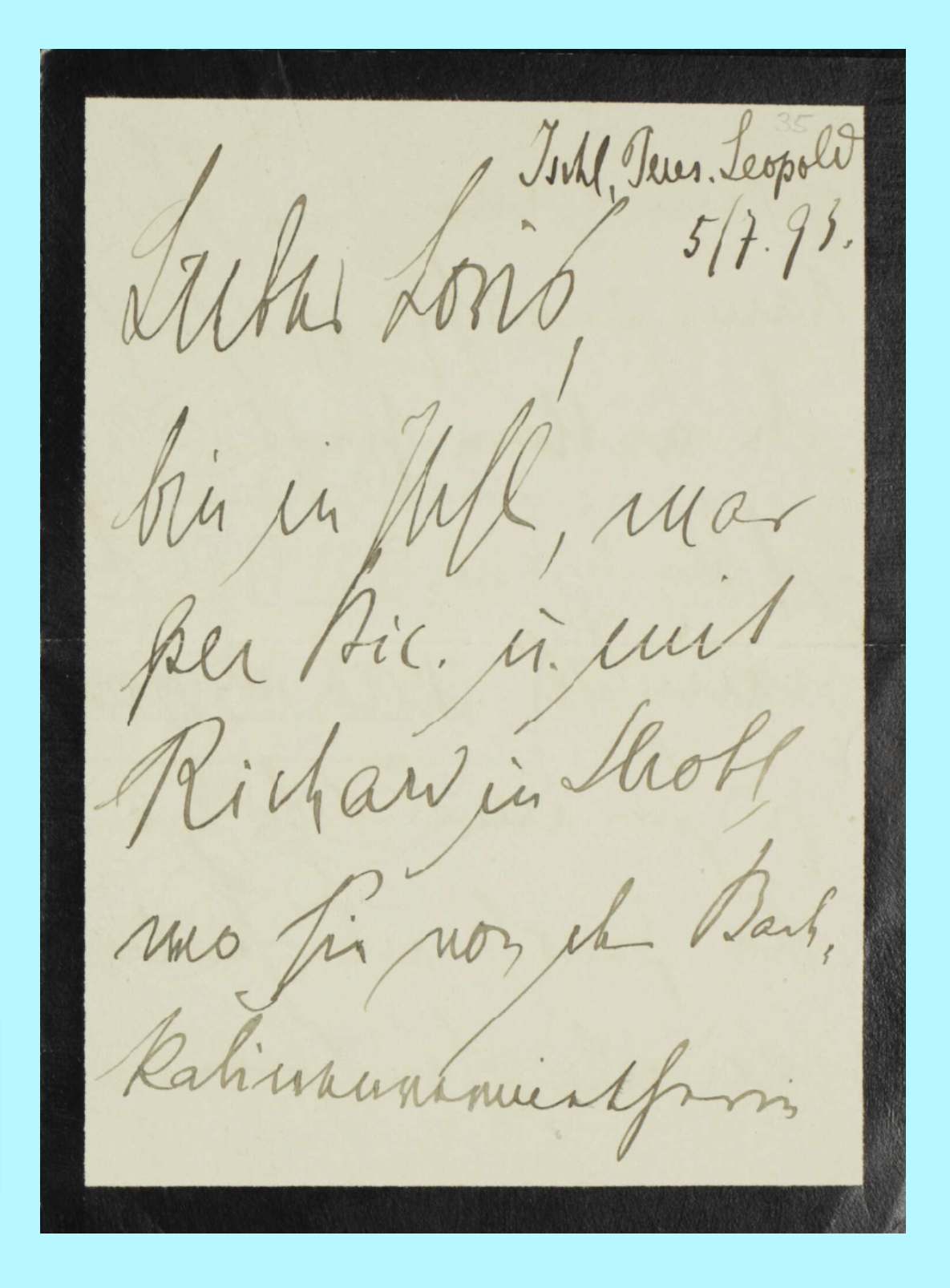
Brief mit Trauerrand an Hugo von Hofmannsthal, 5. Juli 1893

Im Jahr nach dem Tod seines Vaters Johann Schnitzler am 2. Mai 1893 und nach dem Tod seiner Mutter am 9. September 1911 nutzte er Briefpapier mit Trauerrand.
Telegramme verfasste er wenige und nach seinem 50. Geburtstag 1912 so gut wie keine mehr. Die Ursache dürfte in der zunehmenden Verbreitung des Telefons liegen. Das Verhältnis von Briefen zu Postkarten beträgt in etwa 50:50, wobei später im Leben die kürzeren Formen an Dominanz zunehmen.

## Geschichte der Editionen
Bereits zu Lebzeiten wurden einzelne Briefe Schnitzlers gedruckt, was zumeist weniger an seiner, als an der Berühmtheit seiner Korrespondenzpartner lag. Darunter finden sich Briefe von Adolf von Sonnenthal, Theodor Herzl und Peter Altenberg. Schnitzler selbst legte Wert darauf, dass die Briefe ausschließlich ungekürzt erschienen:

„Briefe, sowohl eigene (soweit sie in Abschrift vorhanden sind) als fremde dürfen erst zu einem Zeitpunkt veröffentlicht werden, wenn es ohne jede Aenderung geschehen kann.“

Eine umfassendere Editionstätigkeit setzte erst nach dem Zweiten Weltkrieg ein. In Folge wurden viele Prominentenbriefwechsel veröffentlicht. Zugleich wurden auch erstmals privatere Briefwechsel wie jener mit seinen Geliebten Olga Waissnix und Adele Sandrock publiziert. Bis zur Veröffentlichung des Tagebuchs (1981–2000) waren die Korrespondenzen neben der Autobiografie Jugend in Wien zentrale Quelle für biografische Information zu Schnitzler.

### Briefwechsel mit Autorinnen und Autoren (2018–2024)
Seit Juli 2018 ist am Austrian Centre for Digital Humanities der Österreichischen Akademie der Wissenschaften ein vom österreichischen Fördergeber FWF finanziertes Projekt zu den Briefwechseln mit Autorinnen und Autoren (Projektleitung Martin Anton Müller) angesiedelt. In bislang drei Projektphasen wurden über 45 vollständige Korrespondenzen und über 3.800 Briefe ediert. Ein Drittel stammt von Schnitzler, zwei Drittel sind an ihn gerichtet. Die dritte Projektlaufzeit läuft seit Mai 2025. Die Korrespondenzstücke werden als Leseansicht mit Faksimile geboten, textkritische Elemente lassen sich dazuschalten. Die erstellten Daten stehen auch als GitHub-Repositorium zur Verfügung.

## Briefe als Sammelobjekt
Schon zu Schnitzlers Lebzeiten waren dessen Briefe als Sammelobjekt beliebt. Stefan Zweig hat sich zuvor einen Privatbrief gekauft und Schnitzler notierte sich am 28. Mai 1908 in sein Tagebuch: „Hugo’s und meine Briefe werden augenblicklich 3–4 Kronen gehandelt.―“ Und eben dieser Hugo von Hofmannsthal beschwerte sich 1919 in einem Brief an Schnitzler, dass ein Händler nun die Möglichkeit sehe, die privaten Korrespondenzstücke an den 1913 verstorbenen Otto Brahm zu veröffentlichen, ohne dass sie sich dagegen würden wehren können. Bei einem Brief an Peter Altenberg steigerte Schnitzler selbst mit, war aber nicht Höchstbieter.

## Verwahrorte der Briefe an Schnitzler

### Cambridge University Library
Gemeinsam mit dem literarischen Nachlass werden in der Cambridge University Library auch die bedeutendsten Briefautographen, die Schnitzler empfangen hat, verwahrt. Die etwa 5.000 Briefe sind in Mappen und alphabetisch geordnet, ihr Bestand ist über den Katalog einzusehen. Neben den meisten Briefwechseln von Prominenten, die den Umfang der ersten 132 Mappennummern ausmachen, finden sich noch 900 Einzelbriefe und kurze Briefbestände. Ebenfalls in diesem Nachlass sind die Originale der Briefe, die Schnitzler und Hugo von Hofmannsthal an Gustav Schwarzkopf geschrieben haben. Die ersten 100 Mappen sind über die Digitalisierung des Mikrofilms (vergleiche Arthur Schnitzlers Nachlass) offen verfügbar.

### Deutsches Literaturarchiv Marbach
Das Deutsche Literaturarchiv (DLA) übernahm nach dem Tod des Sohnes Heinrich Schnitzler im Jahr 1982 den „privaten“ Nachlass (auch „Wiener Nachlass“ bezeichnet). Von brieflichen Zeugnissen enthält er vor allem die Korrespondenz Schnitzlers mit Familienmitgliedern und mit Partnerinnen. Weiters umfasst das Geschäftspost, die bei der Übergabe an das DLA noch grob nach Ländern geordnet gewesen sein dürfte („Romanische Länder“ für Frankreich, Spanien, Italien; „Amerika und England“). Dazu kommen weitere kleinere Korrespondenzen und einzelne Briefe. Hier lässt sich keine genaue Grenzziehung zu den in Cambridge verwahrten Objekten aufzeigen, so dass anzunehmen ist, dass dieser Teil ungeordnet war und nur grob aufgeteilt wurde. Im DLA werden zudem weitere Nachlasse verwahrt, in denen sich Briefe von Schnitzler befinden, darunter jene an Robert Adam, Fritz von Unruh und Rainer Maria Rilke.

### Theatermuseum Wien
Der Nachlass von Heinrich Schnitzler selbst ging an das Theatermuseum in Wien. Damit befinden sich viele Korrespondenzen in Bezug auf Arthur Schnitzlers Werk und seine postume Verwertung in dieser Institution. Heinrich Schnitzlers Nachlass umfasst auch eine Autographensammlung, für die er einzelne Briefe aus Korrespondenzen seines Vaters entnommen hat. Deswegen finden sich auch Originalbriefe an Arthur Schnitzler im Nachlass Heinrich Schnitzlers.

### Weiteres

#### Arthur Schnitzler-Gesellschaft
Noch zu Lebzeiten Heinrich Schnitzlers wurden Kopien seines Besitzes für die Arthur Schnitzler-Gesellschaft angelegt. Diese Kopien sind in der Österreichischen Gesellschaft für Literatur aufbewahrt. Durch die genauere Erschließung im DLA und die Möglichkeit, Farbreproduktionen zu bekommen, sind diese Kopien weitgehend obsolet. Als Besonderheit sind einzelne Kopien aus anderen Archiven und Quellen hinzugefügt, auch existiert ein Personenregister zur Ehe-Korrespondenz mit Olga Schnitzler. Die Kopien der „An“-Briefe sind nicht vollständig, sondern umfassen nur die Briefe von „A“ bis „Sm“.

#### Briefe an Schnitzler in anderen Institutionen und Privatbesitz
- 2017 versteigerte das Auktionshaus J.A. Stargardt einen Brief, den Sigmund Freud am 14. Mai 1912 anlässlich des 50. Geburtstages an Schnitzler versandte. Der Ausrufpreis betrug 8.000 €, der Erlös 11.700 €.[29] Nachdem Heinrich Schnitzler den Brief in seiner Edition des Briefwechsels 1955 berücksichtigt hatte, dürfte er bis zur Versteigerung in Familienbesitz geblieben sein.
- Gerhart Hauptmann an Arthur Schnitzler, [29. 11. 1902], verkauft durch Stargardt 2008,[30] im Besitz der Staatsbibliothek zu Berlin[31]

## Abschriften
Für viele Briefe an Schnitzler existieren Typoskript-Abschriften in seinem Nachlass. Teilweise sind sie in Cambridge, teilweise im DLA aufbewahrt. Gerade die prominenteren wurden bereits unter Schnitzlers Aufsicht von seiner jeweiligen Sekretärin abgeschrieben. Andere wiederum wurden vom Sohn Heinrich Schnitzler in Auftrag gegeben oder selbst erstellt, zumeist mit dem Ziel einer etwaigen Edition.

## Verlorene Korrespondenzstücke
Da viele Korrespondenzpartner Schnitzlers ihre Briefe nicht archivierten und oft auch keinen Nachlass hinterließen, aber auch durch die Verfolgung der Juden während der Zeit des Nationalsozialismus und die Flucht ins Exil sind viele Briefe Schnitzlers verloren. Bei der beruflichen Korrespondenz beträgt das Verhältnis im Schnitt 1:3, also auf drei überlieferte Schreiben an Schnitzler ist eines von Schnitzler überliefert. Wichtige Briefstücke Schnitzlers, die nahezu vollständig verlustig sind, sind seine Briefe an Paul Goldmann und Sigmund Freud.
Die Briefe an Schnitzler sind weitgehend in seinen beiden Nachlassteilen in der Cambridge University Library und im Deutschen Literaturarchiv aufbewahrt. Ausnahmen sind Schenkungen, die der Sohn nach dem Tod des Vaters vornahm. Es dürfte so sein, dass er darauf geachtet hat, dass Abschriften der verschenkten Briefe im Nachlass verblieben, so dass zwar die Originale verloren sind, nicht aber die Inhalte.

### Paul Marx
Am 15. August 1936 schenkte Heinrich Schnitzler mehrere Objekte an den Regisseur Paul Marx (1879–1956), der mit seinem Vater befreundet war:
- Ein Brief von Peter Altenberg[33]
- Ein Brief von Theodor Herzl[34]
- Ein Brief von Josef Kainz[35]
- Ein Brief von Karl Kraus[36]
- Ein Brief von Peter Nansen[37]
- Eine Karte von Rainer Maria Rilke[38]

### Sándor Wolf
Am 22. August 1937 übergab Heinrich Schnitzler ein größeres Konvolut von Briefen an Sándor Wolf, einen Privatsammler, der in Eisenstadt ein Museum betrieb. Auf den Mappen, die heute in der Cambridge University Library verwahrt werden, sind deshalb von Heinrich Schnitzler Vermerke angebracht, was fehlt. Nach dem „Anschluss Österreichs“ 1938 musste Wolf emigrieren und starb im Exil. Seine Schwester und Erbin Frieda Löwy ließ 1958 einen Teil des Nachlasses in Luzern versteigern, die Briefe waren nicht darunter. Aus dem Wolf-Museum wurde das Burgenländische Landesmuseum, aber auch hier sind die Briefe nicht aufbewahrt. Sie gelten heute als verloren. Zumindest auf folgenden Mappen finden sich Verweise für die Schenkung:
- B2, Peter Altenberg: 2 Briefe[33]
- B 5, Hermann Bahr: 1 Brief 1 Karte (2. IV. 1894)
- B 17a, Georg Brandes: 2 Briefe[40]
- B36, Gerhart Hauptmann: 1 Brief
- B39, Theodor Herzl: 2 Briefe[34]
- B55, Karl Kraus: 1 Karte[36]
- B66, Heinrich Mann: 1 Karte[41]
- B67, Thomas Mann: 2 Karten[42]
- B70, Max Mell: 2 Briefe[43]
- B79, Josef Popper-Lynkeus: 2 Briefe[44]
- B84, Rainer Maria Rilke: 1 Brief[38]
- B105, Hugo Thimig: 2 Karten[45]

### Weitere
- B39, ein Brief von Theodor Herzl, der in den Besitz von Olga Schnitzler überging[34]
- Das Heinrich-Heine-Institut besitzt eine Karte, die Thomas Mann an Arthur Schnitzler schrieb. Sie könnte aus der Schenkung an Sándor Wolf stammen.[46]

## Veröffentlichte Editionen
1981 und 1984 erschienen zwei voluminöse Bände mit ausgewählten Briefen Arthur Schnitzlers. Der erste Band wurde von Heinrich Schnitzler mit Therese Nickl herausgegeben, der zweite dann weitgehend nominell vom Sohn, vor allem aber von den Mitarbeiterinnen und Mitarbeitern der Tagebuch-Edition. Die Briefe sind umfangreich kommentiert. Viele der Briefe werden durch die Durchschläge im Nachlass zitiert und nicht nach dem tatsächlich versandten Original. Handschriftliche Zusätze und Korrekturen fehlen in diesen Fassungen zumeist.

### Prominente Zeitgenossen
- Raoul Auernheimer (1876–1948), Jurist, Journalist und Schriftsteller[49]
- Hermann Bahr (1863–1934), Schriftsteller, Dramatiker sowie Theater- und Literaturkritiker[50]
- Wilhelm Bölsche (1861–1939), Schriftsteller[51]
- Georg Brandes (1842–1927), Literaturkritiker, Philosoph und Schriftsteller[52]
- Richard Beer-Hofmann (1866–1945), Romancier, Dramatiker und Lyriker[53]
- Otto Brahm (1856–1912), Kritiker, Theaterleiter und Regisseur[54]
- Samuel Fischer (1859–1934), Verleger[55]
- Sigmund Freud (1856–1939), Neurologe, Tiefenpsychologe, Kulturtheoretiker und Religionskritiker[56]
- Paul Goldmann (1865–1935), Journalist und Autor
- Hugo von Hofmannsthal (1874–1929), Schriftsteller, Dramatiker, Lyriker, Librettist sowie Mitbegründer der Salzburger Festspiele[57]
- Karl Kraus (1874–1936), Schriftsteller[58]
- Rainer Maria Rilke (1875–1926), Lyriker[59]
- Isabelle Vengerova, Pianistin[60]
- Zinaida Vengerova (1867–1941), Kritikerin und Übersetzerin[60]
- Stefan Zweig (1881–1942), Schriftsteller[61]

### Privatbriefwechsel
- Eugen Deimel[62]
- Hedy Kempny (1895–1986), Bankangestellte und Journalistin[63]
- Franziska Reich/Lawner[64]
- Maria Reinhard (1871–1899), Gesangslehrerin und Schauspielerin[65]
- Adele Sandrock (1863–1937), Schauspielerin[66]
- Olga Waissnix[67]
- Clara Katharina Pollaczek, Partnerin der letzten Lebensjahre[68]

### Ausgaben
- Arthur Schnitzler: Briefe 1875–1912. Hrsg. v. Therese Nickl und Heinrich Schnitzler. Frankfurt am Main: S. Fischer 1981. (online)
- Arthur Schnitzler: Briefe 1913–1931. Hrsg. v. Peter Michael Braunwarth, Richard Miklin, Susanne Pertlik und Heinrich Schnitzler. Frankfurt am Main: S. Fischer 1984. (online)
- Arthur Schnitzler: Briefwechsel mit Autorinnen und Autoren. Digitale Edition. Hrsg. v. Martin Anton Müller mit Gerd-Hermann Susen, Laura Untner und Selma Jahnke. Wien 2018–[2029], online enthält derzeit rund 50 vollständige Korrespondenzen mit:

| - Robert Adam - Peter Altenberg - Lou Andreas-Salomé - Hermann Bahr - Richard Beer-Hofmann - Franz Blei - Oscar Blumenthal - Georg Brandes - Felix Braun - Max Burckhard - Wilhelm Bölsche - Michael Georg Conrad - Jakob Julius David - Paula Dehmel - Richard Dehmel - Marie von Ebner-Eschenbach - Albert Ehrenstein - Friedrich M. Fels - Karl Emil Franzos - Paul Goldmann - Stefan Großmann - Gerhart Hauptmann - Auguste Hauschner - Marie Herzfeld | - Hugo von Hofmannsthal - Arno Holz - Eduard Michael Kafka - Karl Kraus - Else Lasker-Schüler - Detlev von Liliencron - Emil Ludwig - Fedor Mamroth - Thomas Mann - Laura Marholm - Max Mell - Karin Michaëlis - Elsa Plessner - Alfred Polgar - Therese Rie - Julius Rodenberg - Ferdinand von Saar - Felix Salten - Adalbert Franz Seligmann - Bertha von Suttner - Frank Wedekind - Joseph Victor Widmann - Stefan Zweig |

- Hermann Bahr, Arthur Schnitzler: Briefwechsel, Aufzeichnungen, Dokumente 1891–1931. Hg. Kurt Ifkovits, Martin Anton Müller. Göttingen: Wallstein 2018, ISBN 978-3-8353-3228-7 Verlagspräsentation, PDF, Erweiterte Webpräsentation
- Georg Brandes und Arthur Schnitzler. Ein Briefwechsel. Hrsg. v. Kurt Bergel. Bern: Francke 1956. (online)
- Hugo von Hofmannsthal und Arthur Schnitzler: Briefwechsel. Hrsg. v. Therese Nickl und Heinrich Schnitzler. Frankfurt am Main: S. Fischer 1964. (online)
- „Das Mädchen mit den dreizehn Seelen.“ Eine Korrespondenz ergänzt durch Blätter aus Hedy Kempnys Tagebuch sowie durch eine Auswahl ihrer Erzählungen. Herausgegeben von Heinz P. Adamek, Rowohlt, Reinbek bei Hamburg 1984, ISBN 3-499-15457-9.
- Heinz P. Adamek (Hrsg.): In die Neue Welt – Arthur Schnitzler – Eugen Deimel, Briefwechsel. Holzhausen, Wien 2003, ISBN 3-85493-074-7. (online)
- Arthur Schnitzler und Olga Waissnix: Liebe, die starb vor der Zeit. Ein Briefwechsel. Hrsg. v. Therese Nickl und Heinrich Schnitzler. Wien, München, Zürich: Molden 1970. (online)

#### Übersetzungen
- Italienisch: Arthur Schnitzler: Diario e lettere. Introduzione, trad. e cura di Giuseppe Farese. Milano: Feltrinelli 2006.

### Sekundärquellen (umgekehrt chronologisch)
- Wilhelm Hemecker, Nicolas Paulus (Hrsg.): Briefkultur im Jungen Wien: Ästhetik – Medialität – Biographik. Berlin, Boston: de Gruyter 2025, ISBN 978-3-11-135087-5
- Julia Ilgner: Wiener vs. Berliner Moderne. Die kompetitive „Dichterfreundschaft“ zwischen Arthur Schnitzler und Richard Dehmel. In: Studia Austriaca, Bd. 29 (2021), online: doi:10.13130/1593-2508/15798.
- Susen, Gerd-Hermann; Müller, Martin Anton: Was ist von Arthur Schnitzlers Briefwechsel mit Autoren und Autorinnen Neues zu erwarten?. In: Studia Austriaca, Bd. 27 (2019), S. 51–54. (online)
- Fliedl, Konstanze: Arthur Schnitzler. Schrift und Schreiben. In: Die Werkstatt des Dichters. Imaginationsräume literarischer Produktion. Herausgeber Klaus Kastberger und Stefan Maurer. Berlin, Boston: De Gruyter 2017.
- Jürgensen, Christoph: Briefe. In: Schnitzler-Handbuch: Leben, Werk, Wirkung, herausgegeben von Christoph Jürgensen, Wolfgang Lukas und Michael Scheffel, Stuttgart: Verlag J.B. Metzler, 2014, S. 285–90.
- Schuster, Jörg: »Kunstleben«. Zur Kulturpoetik des Briefs um 1900 – Korrespondenzen Hugo von Hofmannsthals und Rainer Maria Rilkes. Paderborn: Wilhelm Fink 2014.
- Farese, Giuseppe: Arthur Schnitzlers Tagebücher und Briefe. Alltag und Geschichte. In: Schnitzler's hidden manuscripts, herausgegeben von Lorenzo Bellettini und Peter Hutchinson, S. 23–47. Oxford; New York: Peter Lang, 2010.
- Wiethölter, Waltraud; Anne Bohnenkamp (Hrsg.): Der Brief – Ereignis & Objekt. Frankfurter Tagung. Frankfurt am Main, Basel: Stroemfeld 2010.
- Julian Preece: Arthur Schnitzler's Correspondence With Clara Katharina Pollaczek: A Reassessment. In: The Modern Language Review, Bd. 104, Nr. 3 (Juli 2009), S. 762–776, online.
- Polt-Heinzl, Evelyne: Korrespondenz in Sachen Liebe – Organisationsstrukturen der Heimlichkeit. In: Arthur Schnitzler im zwanzigsten Jahrhundert. Hrsg. v. Konstanze Fliedl. Wien, Picus Verlag 2003, S. 240–262.
- Marxer, Bettina: Liebesbriefe, und was nun einmal so genannt wird: Korrespondenzen zwischen Arthur Schnitzler, Olga Waissnix und Marie Reinhard: Eine Literatur- und kulturwissenschaftliche Lektüre. Epistemata, Vol. 362. Würzburg: Königshausen & Neumann, 2001.
- Konstanze Fliedl: Ausbleibende Nachrichten: Ein Problem der Briefedition am Beispiel der Schnitzler-Beer-Hofmann-Korrespondenz. In: ‚Ich an Dich‘. Edition, Rezeption und Kommentierung von Briefen. Innsbruck: Institut für Germanistik 2001, S. 147–161.
- Braunwarth, Peter Michael; Miklin, Richard; Pertlik, Susanne: Vorwort. In: Arthur Schnitzler: Briefe 1913–1931. Hrsg. v. Peter Michael Braunwarth, Richard Miklin, Susanne Pertlik und Heinrich Schnitzler. Frankfurt am Main: S. Fischer 1984, S. V–VIII.
- Nickl, Therese; Schnitzler, Heinrich: Vorwort. In: Arthur Schnitzler: Briefe 1875–1912. Herausgegeben von Therese Nickl und Heinrich Schnitzler. Frankfurt am Main: S. Fischer 1981, S. V–XI.